# 青年陽光黨
青年陽光黨，簡稱青年陽光、陽光黨，是中華民國的第310個政黨，由展騰投資顧問股份有限公司董事長高鼎宸（原名高健智）發起籌組，於2016年10月5日宣布成立，並於內政部備案。

## 主要政見
青年陽光黨主要訴求為「拋開統獨爭議」、「以國家經濟為要務」、「擺脫藍綠惡鬥」。

## 活動紀錄

### 里長養成訓練營
2017年12月15日，青年陽光黨舉辦第一期里長養成特訓營，正式宣布投入2018里長選舉。

## 外部連結
- 青年陽光黨[]
- 青年陽光黨的Facebook專頁
- YouTube上的青年陽光黨頻道